# John Akehurst (General)

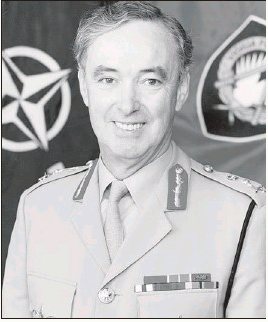
General John Akehurst

Sir John Bryan Akehurst, KCB, CBE (* 12. Februar 1930 in Chatham, Kent, England; † 20. Februar 2007) war ein britischer Offizier und zuletzt General der British Army, der unter anderem zwischen 1987 und 1990 als Deputy Supreme Allied Commander Europe (DSACEUR) stellvertretender Alliierter Oberkommandierender der NATO in Europa war.

## Leben
John Bryan Akehurst, Sohn von Geoffrey Akehurst und dessen Ehefrau Doris Akehurst, begann nach dem Besuch der Cranbrook School 1947 eine Offiziersausbildung an der Royal Military Academy Sandhurst und wurde nach deren Abschluss 1949 als Leutnant (Second Lieutenant) in das Northamptonshire Regiment übernommen. In den folgenden Jahren fand er zahlreiche Verwendungen als Offizier sowie Stabsoffizier und nahm während des sogenannten Malayan Emergency an Kampfeinsätzen in British Malaya teil. Als Oberstleutnant (Lieutenant-Colonel) war er zwischen Juni 1968 und September 1970 Kommandeur des 2. Bataillons des Royal Anglian Regiment. Nach weiteren Verwendungen war er zwischen 1974 und 1976 Kommandeur einer Brigade der Omanischen Streitkräfte während des sogenannten Dhofar-Aufstandes, eine von 1963 bis 1976 in der Provinz Dhofar gegen das Sultanat Maskat und Oman dauernde Rebellion. Für seine Verdienste in dieser Zeit wurde er 1976 Commander des Order of the British Empire (CBE).
Nach seiner Rückkehr fand Akehurst als Brigadegeneral (Brigadier) zwischen Oktober 1976 und April 1979 im Verteidigungsministerium des Vereinigten Königreichs Verwendung als stellvertretender Militärischer Sekretär (Deputy Military Secretary). Nach seiner Beförderung zum Generalmajor (Major-General) löste er im Juli 1979 Generalmajor Richard Vickers als Kommandeur der 4. Panzerdivision (4th Armoured Division) ab und verblieb auf diesem Posten bis November 1981, woraufhin Generalmajor Jeremy Reilly seine dortige Nachfolge antrat. Er selbst wiederum übernahm im Januar 1982 von Generalmajor David Alexander-Sinclair den Posten als Kommandant des Staff College Camberley und bekleidete diesen bis zu seiner Ablösung durch Generalmajor Patrick Palmer im Januar 1984. Nachdem er seine Beförderung zum Generalleutnant (Lieutenant-General) erhalten hatte, löste er im April 1987 Generalleutnant Sir Edward Burgess als Commander, United Kingdom Field Army ab und war damit bis zu seiner Ablösung durch Generalleutnant Sir David Ramsbotham im April 1987 Kommandeur der Feldarmee. Im Zuge der sogenannten „Birthday Honours“ wurde er am 16. Juni 1984 zum Knight Commander des Order of the Bath (KCB) geschlagen, so dass er fortan den Namenszusatz „Sir“ führte. Nach dem Tode von General Sir Timothy Creasey am 5. Oktober 1986 übernahm er zudem auch das Ehrenamt des Colonel of the Royal Anglian Regiment und wurde in dieser Funktion 1991 von Generalmajor Patrick Stone abgelöst.
Zuletzt wurde Sir John Akehurst zum General befördert und übernahm im Juni 1987 abermals von General Sir Edward Burgess die Funktion als Deputy Supreme Allied Commander Europe (DSACEUR). Er war damit bis zu seinem Eintritt in den Ruhestand im Januar 1990 stellvertretender Alliierter Oberkommandierender der NATO in Europa und wurde im Anschluss von General Eberhard Eimler abgelöst.
Er heiratete 1955 Shirley Ann Webb, die älteste Tochter von Major W. G. Webb, MBE, und dessen Ehefrau Ethel Webb.

## Veröffentlichungen
- We Won a War. The Campaign in Oman 1965–1975, Russell Publishing, 1982, ISBN 978-0-85955-091-8
- Generally Speaking. Then Hurrah for the life of a Soldier, Michael Russell Publishing Ltd, 1999, ISBN 978-0859552530